# Districtul Werra-Meißner-Kreis
Districtul Werra-Meißner-Kreis este un district rural (Landkreis) din landul Hessa, Germania. Numele îi provine de la râul Werra și comuna Meißner.

## Orașe și comune
| Orașe 1. Bad Sooden-Allendorf 2. Eschwege 3. Großalmerode 4. Hessisch Lichtenau 5. Sontra 6. Waldkappel 7. Wanfried 8. Witzenhausen | Comune 1. Berkatal 2. Herleshausen 3. Meinhard 4. Meißner 5. Neu-Eichenberg 6. Ringgau 7. Wehretal 8. Weißenborn | Zonă neincorporată 1. Gutsbezirk Kaufunger Wald |